# Hố xí

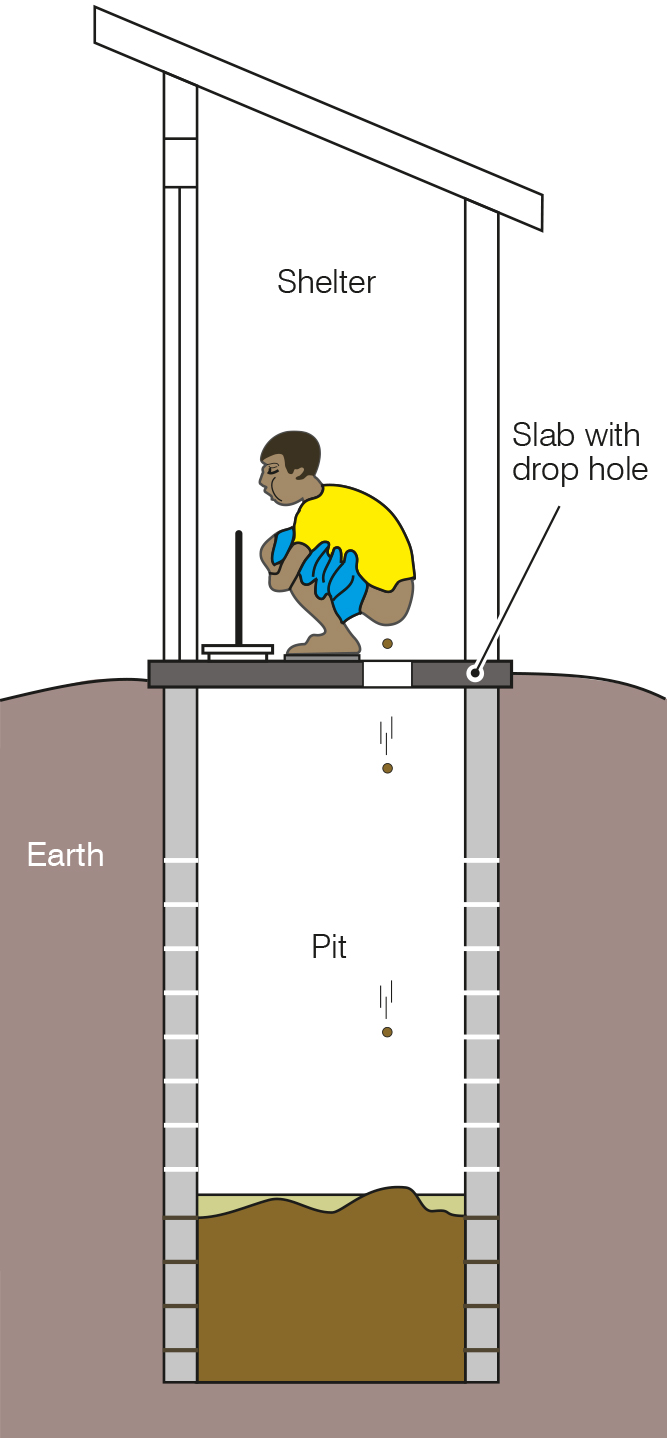
Bản vẽ hố xí đơn giản với bệ ngồi xổm và nhà che.

Hố xí hay hố đi vệ sinh là một kiểu nhà vệ sinh giữ phân người trong một cái hố dưới đất. Những hố xí này hoặc không dội nước hoặc dội một đến ba lít nếu là loại hố xí dội nước. Khi được đào, xây và được duy trì đúng cách, chúng có thể làm giảm sự lây truyền bệnh nhờ giảm lượng phân người trong môi trường do đi vệ sinh ngoài trời. Điều này giảm thiểu sự truyền các mầm bệnh giữa phân và thức ăn do ruồi nhặng. Các mầm bệnh này là nguyên nhân chính gây tiêu chảy nhiễm trùng và nhiễm giun đường ruột. Tiêu chảy nhiễm trùng đã làm cho khoảng 0,7 triệu trẻ em dưới năm tuổi chết trong năm 2011 và 250 triệu ngày nghỉ học. Hố xí là phương pháp cách ly con người ra khỏi nguồn phân với chi phí thấp nhất.
Hố xí thường gồm có ba phần chính: một cái hố dưới đất, một tấm đặt chân hoặc sàn cầu có một lỗ nhỏ, và nhà che. Hố thường sâu ít nhất 3 mét và  ngang 1 m. Tổ chức Y tế Thế giới khuyến cáo hố xí cần phải được xây đủ cách xa nhà - cân bằng giữa việc đi đến hố xí nhanh và mùi hôi. Khoảng cách từ nước ngầm và nước thải hố xí trên mặt đất cần càng xa càng tốt để giảm nguy cơ ô nhiễm. Lỗ của tấm đặt chân không được lớn hơn 25 cm để ngăn ngừa trẻ em rơi xuống. Ánh sáng phải được ngăn không để chiếu vào hố để giảm ruồi nhặng bay vào. Điều này đòi hỏi phải sử dụng nắp để che lỗ của sàn hố xí khi không sử dụng. Khi hố đầy đến gần mặt hố trong vòng 0,5 mét, nó cần hoặc làm trống hoặc một hố mới được đào và nhà che được di dời hay dựng lại tại địa điểm mới. Việc quản lý phân bùn lấy ra từ hố không đơn giản. Có thể có nguy cơ về môi trường và sức khỏe nếu không được thực hiện đúng.
Một hố xí cơ bản có thể được cải thiện bằng một số cách. Một là thêm một ống thông gió từ hố đến phía bên trên hố xí. Cách này cải thiện dòng khí và giảm mùi nhà vệ sinh. Nó cũng có thể giảm ruồi nhặng khi đầu của đường ống được che lưới (thường làm bằng sợi thủy tinh). Trong loại nhà vệ sinh này thì không cần dùng nắp để che lỗ trên sàn cầu. Các cách cải tiến khác có thể bao gồm một sàn cầu xây sao cho chất lỏng chảy hết vào lỗ và gia cố phần trên của hố bằng gạch hoặc vòng xi măng để tăng vững chắc.
Tính đến 2013, ước tính có 1,77 tỷ người sử dụng hố xí. Việc dùng hố xí chủ yếu tại thế giới đang phát triển cũng như ở vùng nông thôn và hoang dã. Vào năm 2011, có khoảng 2,5 tỷ người không tiếp cập được nhà vệ sinh xây đúng cách và một tỷ người phải đi vệ sinh ngoài trời ở vùng xung quanh. Nam châu Á và châu Phi hạ Sahara ít được sử dụng nhà vệ sinh nhất. Tại các nước đang phát triển, chi phí cho một hố xí đơn giản thường từ 25 đến 60 đô la Mỹ. Chi phí bảo trì thường xuyên từ 1,5 đến 4 đô la Mỹ mỗi người mỗi năm mà thường không được xem xét. Tại một số nơi ở nông thôn Ấn Độ, chiến dịch "Không Có Nhà Vệ Sinh, Không Có Cô Dâu" đã được phát động để thúc đẩy xây nhà vệ sinh bằng cách khuyến khích phụ nữ từ chối kết hôn với người đàn ông không có nhà vệ sinh.